# Portela (Amares)
Portela ist ein Ort und eine ehemalige Gemeinde im Norden Portugals.
Portela gehört zum Kreis Amares im Distrikt Braga. Die Gemeinde hatte eine Fläche von 2,02 km² und 168 Einwohner (Stand 30. Juni 2011).
Am 29. September 2013 wurden die Gemeinden Portela und Torre zur neuen Gemeinde União das Freguesias de Torre e Portela zusammengefasst.